# Крестяхский наслег
Крестяхский наслег — сельское поселение, входит в состав Сунтарского улуса (района) Якутии. Площадь наслега — 2765,6 км², население — 980 человек на 2010 год. Центр и единственное село наслега — Крестях. Глава наслега — Максимов Николай Николаевич.
Растологается в среднем течении реки Вилюй, в 150 км восточнее города Мирный и в 95 км от райцентра Сунтар. До 1956 года назывался Нахаринским сельсоветом.